# Тапия, Игнасио
Игнасио Тапия (исп. Ignacio Tapia; род. 1 сентября 2004, Кордова) — аргентинский футболист, полузащитник клуба «Бельграно».

## Клубная карьера
Тапия — воспитанник клуба «Бельграно». 25 апреля 2021 года в матче против «Нуэва Чикаго» он дебютировал в Примера B Насьональ. В 2022 году игрок помог клубу выйти в элиту. 14 июня 2024 года в матче против «Тигре» он дебютировал в аргентинской Примере.